# Orthoperus pilosiusculus
Orthoperus pilosiusculus is een keversoort uit de familie molmkogeltjes (Corylophidae). De wetenschappelijke naam van de soort werd in 1859 gepubliceerd door Pierre Nicolas Camille Jacquelin du Val.